# پادشاهی لیوونی
پادشاهی لیوونی دولتی اسمی و عملاً غیر واقعی بود که در منطقه لتونی و استونی کنونی وجود داشت و تشکیل آن در ۱۵۷۰ میلادی توسط ایوان چهارم روسیه طی جنگ لیوونی اعلام گردید اما هیچ گاه به طور رسمی تشکیل نشد. در ۱۰ ژوئن ۱۵۷۰ دوک دانمارکی مانوس هولشتاین به مسکو رسید و در آنجا به عنوان شاه لیوونی تاجگذاری کرد. مانوس سوگند خورد که از ایوان چهارم به عنوان ارباب خویش فرمان‌برداری کند البته منطقه لیوونی هنوز توسط روس‌ها فتح نشده بود. مانوس، شاه جدید لیوونی، مسکو را با ۲۰٬۰۰۰ سرباز روسی ترک کرد و به تالین، دژ سوئدی‌ها، حمله کرد. امید ایوان چهارم این بود که فردریک دوم دانمارک، برادر بزرگتر مانوس، به یاری او بیاید اما این موضوع اتفاق نیفتاد. سرانجام با پایان مارس ۱۵۷۱، مانوس در تصرف تالین ناموفق ماند و محاصره را رها کرد.
مانوس که در انجام اقداماتش ناموفق مانده بود، به دست لهستانی‌ها اسیر شد و ۶ سال آخر زندگی‌اش را در آنجا گذراند و عاقبت در زندان پلتن لهستان درگذشت. با مرگ او رویای پادشاهی لیوونی برای همیشه از میان رفت.